# شط تينسيلت
شط تينسيلت هي بحيرة مالحة تعتبر جزء من المناطق الرطبة للهضاب العليا تقع في ولاية أم البواقي. تم تصنيفها كموقع رامسار منذ 12 ديسمبر 2004. تتبع هذه المنطقة لإدارة محافظة الغابات لأولاد زواي، ومديرية الموارد المائية والمفتشية الجهوية للبيئة.

## جغرافية المكان

### التضاريس، الهيدروغرافيا
تقع المنطقة في الجزء الشمالي من سهل أولاد زواي وتحيط بها التلال. يتم تغذية الجزء الأكبر من الشط بمياه الأمطار من وادي بن زرحايب، وفي الجانب الشمالي الغربي بمياه الصرف الصحي من سوق نعمان بكميات قليلة. يقع منفذ المياه في الجانب الجنوبي الغربي، ويمر بالموقع إلى غاية الوصول إلى سبخة الزمول. تصل مساحة مستجمعات المياه في الشط إلى 10300 هكتار بعمق أقصاه نصف متر.

### وضعية الشط
الشط مشترك بين بلديتي سوق نعمان وأولاد زواي بولاية أم البواقي. يقع على بعد 5 كيلومتر من مدينة سوق نعمان و17 كيلومتر جنوب مدينة عين مليلة. يحاذي الشط من المنطقة الشرقية كل من الطريق الوطني رقم 3 الذي يربط مدينة قسنطينة بمدينة باتنة، وخط السكة الحديد الرابط بين قسنطينة وبسكرة وسبخة الزمول.

### المناخ
مناخ المنطقة شبه جاف، هطول الأمطار يتراوح من 196 إلى 370 ملم في السنة، للأمطار طابع غزير وغير منتظم. الشتاء بارد كما هو الحال في المناخ القاري البارد، ودرجة الحرارة الدنيا تصل إلى 2,9 درجة مئوية، بينما في الصيف تهب رياح الشهيلي، وتصبح الأماكن جافة وساخنة، حيث تبلغ درجة الحرارة القصوى 36,9 درجة مئوية.

## الأنواع الحيوانية
يهاجر إلى الشط أحد عشر نوعًا من الطيور خلال فصل الشتاء، وهي البط البري، الحذف الشتوي، صواي أوراسيا، البلبول الشمالي، مجرفة الشمالي، إوزة ربداء، الشهرمان المألوف، البط الأبيض الوجه، الغرة الأوراسية، وطيور النحام الكبرى، والكركي الشائع، تم رصد حوالي 9025 فردًا من الطيور في عام 2005.
من بين الثدييات الموجودة الثعلب الأحمر، وابن آوى الذهبي، وقواع صحراوي والجرذ الأسود، ومن بين البرمائيات الضفدع Bufo mauritanica، ومن بين الزواحف نجد سحلية الثعبة وحمسة المناقع الأوروبية ومن بين اللافقاريات والقشريات نجد بطنيات القدم.

## مذكرات ومراجع
1. ↑  Summary Description of Chott Tinsilt Sur www.wetlands.org Consulté le 29 janvier 2012 نسخة محفوظة 5 فبراير 2022 على موقع واي باك مشين.
2. ↑  "Chott Tinsilt". Ramsar Sites Information Service (بالإنجليزية). Archived from the original on 5 فبراير 2022. Retrieved 17 mars 2015. {{استشهاد ويب}}: تحقق من التاريخ في: |تاريخ الوصول= (help)
3. 1 2  Page 04
4. ↑   بي دي إف  ATLAS zones humides №4 : des zones humides algériennes d'importance internationale, page 53 Consulté le 29 janvier 2012 نسخة محفوظة 2016-03-03 على موقع واي باك مشين.

- بي دي إف  صحيفة وقائع رامسار حول الأراضي الرطبة باللغة الفرنسية №8[وصلة مكسورة]

1. ↑  Page 07
2. ↑  Page 02
3. ↑  Page 09
4. ↑  Page 05